# Гаошань

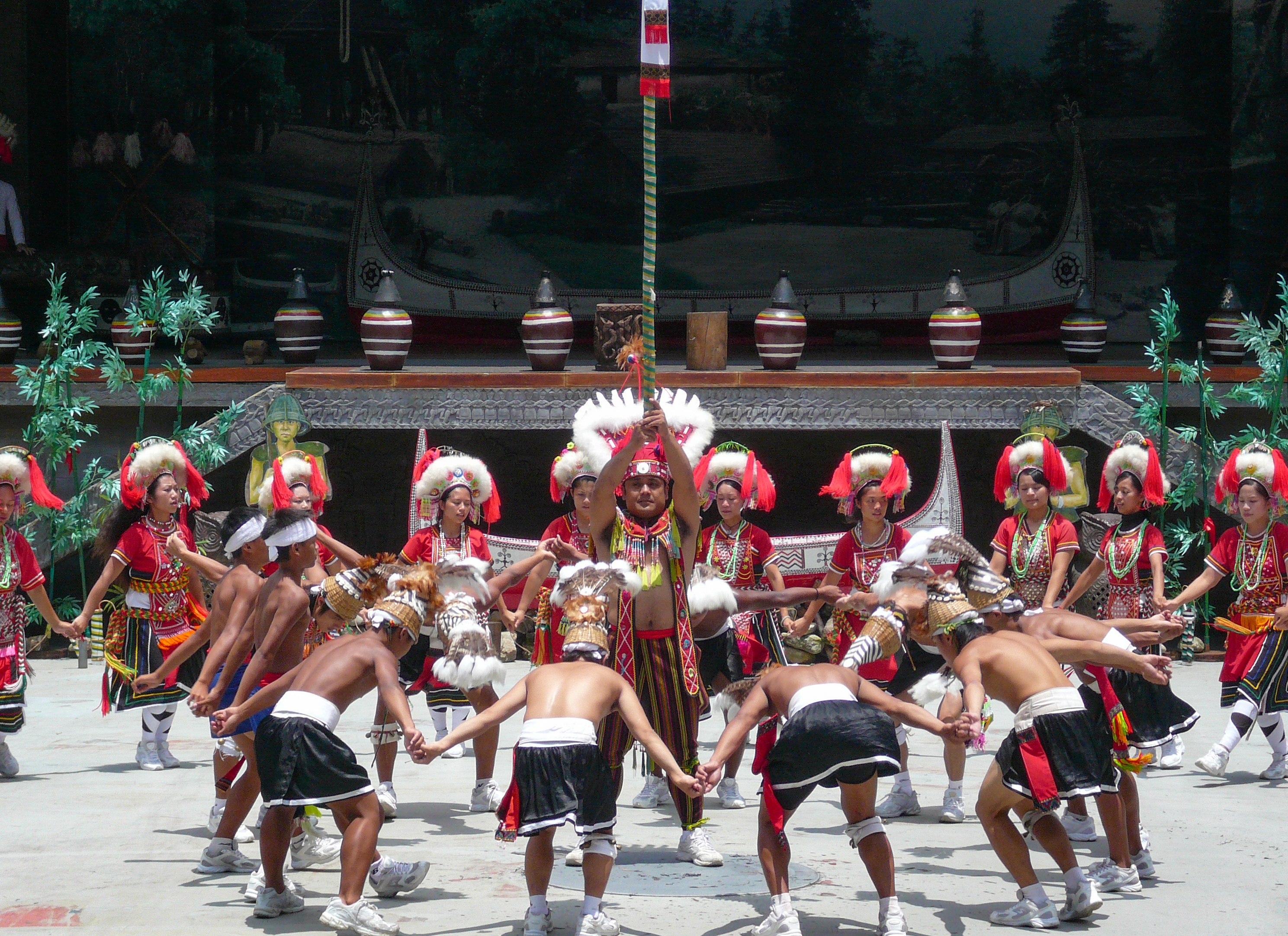
Аборигени Тайваню народу Амі в традиційних костюмах

Аборигени Тайваню (кит.: 原住民, yuánzhùmín, юаньчжумінь; тайв. goân-chū-bîn — «аборигени»; раніше хуань-а- «варвари») — група народів на Тайвані, складових корінного австронезійського населення. Аборигени східного Тайваню широко відомі під назвою гаошань (кит. 高山族, gāoshānzú — «гірський народ»), вони становлять більшість корінного населення. Загальна чисельність — близько 407 тис. осіб (2005, оцінка).

## Походження
Гірські племена говорять тайваньськими мовами австронезійської сім'ї і китайською; рівнинні племена повністю перейшли на китайську. З китайських діалектів серед гірських племен поширений, в основному, тайванський діалект Південноміньської мови, та Сайсе розмовляють китайською мовою-діалектом хакка. Частково аборигени також володіють літературною китайською мовою. Люди старшого покоління, котрі ходили в школу до 1945 року, зазвичай володіють японською краще, ніж китайською.

## Віросповідання
За релігією в основному протестанти і католики, зберігаються традиційні вірування.

## Склад

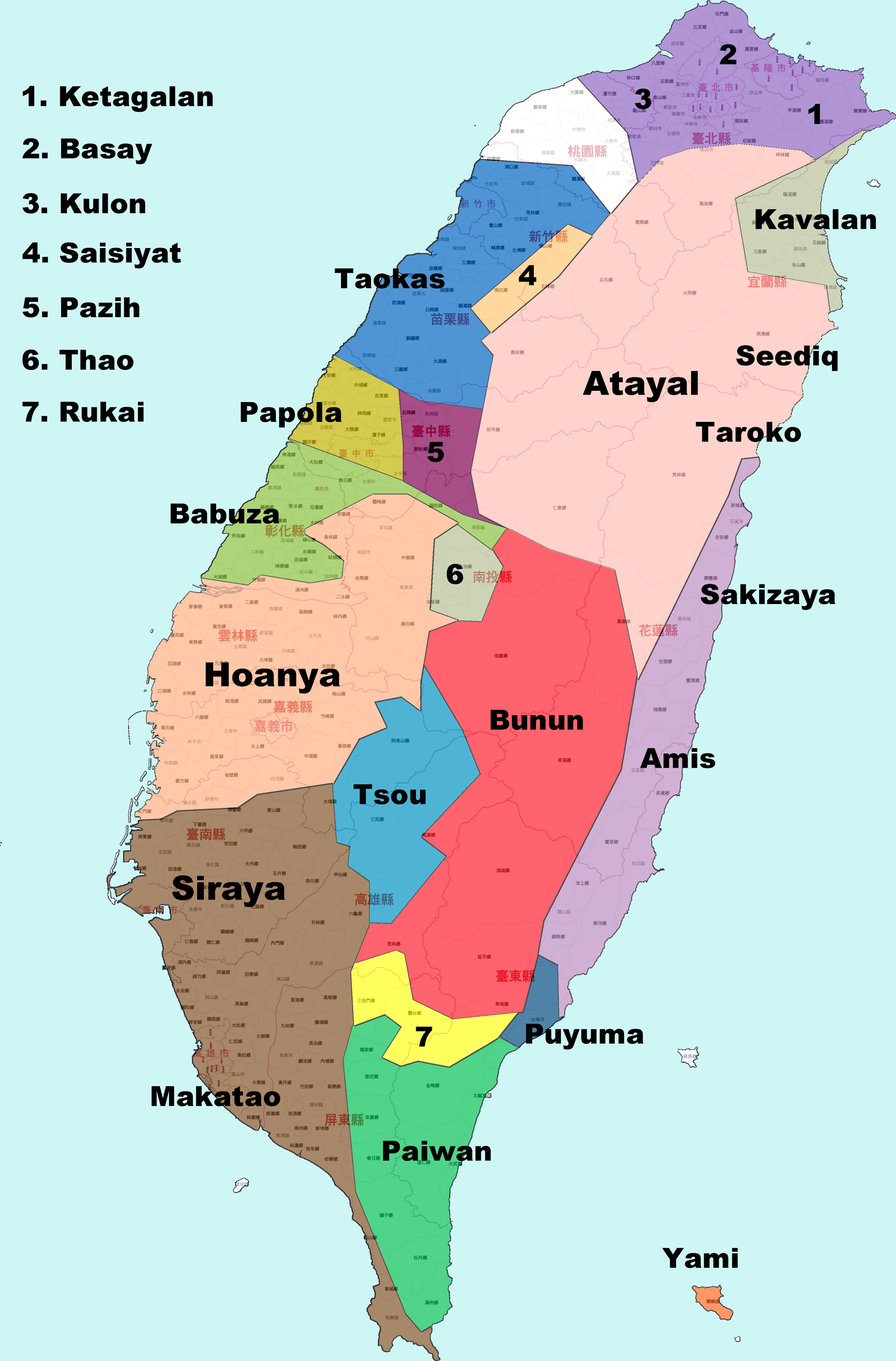
Карта первісного розселення корінних народів Тайваню

Основним є поділ на рівнинні і гірські племена. Корінне населення рівнин, що живе на заході і півночі острова, сильно китаїзоване, практично повністю перейшло на китайську мову і як правило офіційно не визнане як аборигенні народи. Горяни (власне гаошань, гесень), що живуть в горах в центрі, на півдні і на східних рівнинах, зберегли оригінальну культуру і мови, і визнані урядом як окремі етнічні групи.
До рівнинних племен належать (з півдня на північ):
- Сірая (включаючи макатао і тайвоан)
- Хоан (включаючи льоа і арікун)
- Бабуза (200 осіб)
- Папора
- Пазех (Пань Цзинью — остання носійка мови — померла [1]24 жовтня 2010 року у віці 96 років)
- Таокас
- Кетангалан (люйлан)
- Басаї (включаючи каукаут і тробіаван)
- Кавалан (кабаран; 100 ос.).

Гірські племена включають (з півночі на південь):
- Сайсіят (4,8 тис. ос.)
- Атаял (84,3 тис. ос)
- Тароко (Тароко або Седек, 27,8 тис. ос.)
- Тхао (300 ос.)
- Цзоу (5,0 тис. ос.)
- Канаканаву (250 ос.)
- Саароа (370 ос.)
- Бунун (38,0 тис. ос.)
- Рукай (10,5 тис. ос.)
- Аміс (панцу, 140 тис. ос.)
- Пуюма (8,5 тис. ос.)
- Пайвань (80,5 тис. ос.).

Офіційно до гаошань належать також ями (або дао) (3 тис. осіб), що живуть на невеликому острові Ланью на південний схід від Тайваню і говорять австронезійською мовою ямі, яка близька до поширених південніше філіппінських мов.

## Традиційна культура
Гаошань — нащадки найдавнішого населення Тайваню. Традиційне заняття жінок — підсічно-вогневе терасове поливне землеробство (рис, просо, таро, батат). У чоловіків — полювання (переважає колективне полювання на оленів; зброя — лук, спис, пастки) і рибальство. Ремесла — ткацтво, гончарство, обробка дерева, бамбука. Тваринництво розвинене слабо.
На рівнинах поселення обносилися огорожею з бамбука зі сторожовою вежею. На півдні відомі великі центральні селища (до 1500 осіб). Були відомі пальові житла (у сірая), напівземлянки, викопані в схилах гір (у атаял) і печери з навісом перед входом (у паіван).
Одяг — зі шкір, прядива і бавовняно-паперової тканини: пов'язка на стегнах і коротка куртка у чоловіків, спідниця, нагрудник і накидка (дівчата драпують її навколо тіла, жінки носять в ній дітей за спиною) — у жінок. До кінця XX століття практикувалися підпилювання зубів, татуювання у повнолітніх чоловіків і одружених жінок.
Громади, що володіють землею (з регулярними переділами) і мисливськими угіддями, складалися з родинних груп (від 20-30 до 200 осіб), очолювалися виборними старійшинами. У рівнинних народів відомі жінки-старійшини, матрилінійне спадкування і Матрилокальний шлюб.
До кінця XIX століття побутували кровна помста і полювання за головами. Відомі відробіток за дружину і викрадення нареченої (у паіван). У Атаял і аміс юнак, щоб вступити в шлюб, повинен був відзначитися на полюванні, у аміс і паіван існували будинки для юнаків. Зберігаються культи духів і предків, в фольклорі простежуються зв'язки з індонезійськими і океанійськими міфами. Збереглися балади, казки, гімни предкам, трудові, мисливські, похоронні пісні, пісні для роботи.
Понад 30 % живуть у містах. На Тайвані створена Рада аборигенних народів при Раді міністрів Тайваню.

## Історія

### Доколоніальна історія
За археологічними даними людина населяла Тайвань щонайменше в 8000 році до н. е. Тайвань був прабатьківщиною Австронезійських мов. До приходу європейців на Тайвань на острові жила велика кількість аборигенних племен, які говорили тайваньськими мовами, що активно контактували одна з одною.

### Голландська і іспанська колонізації

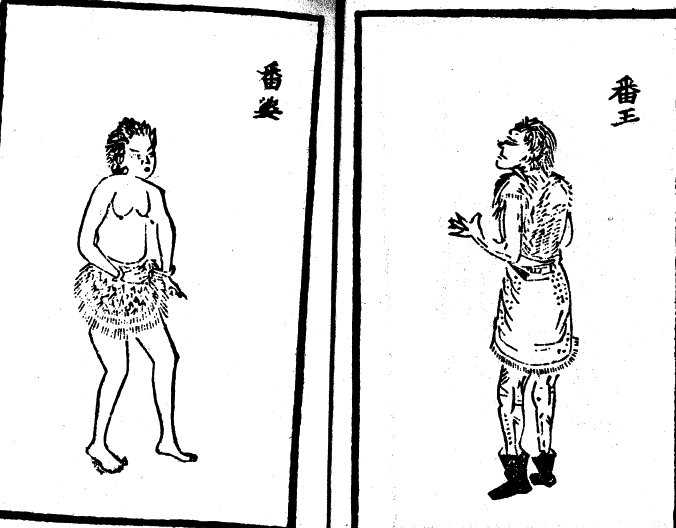
Китайська гравюра 1895, що зображає вождя аборигенів (番王) і жінку з племені (番 婆)

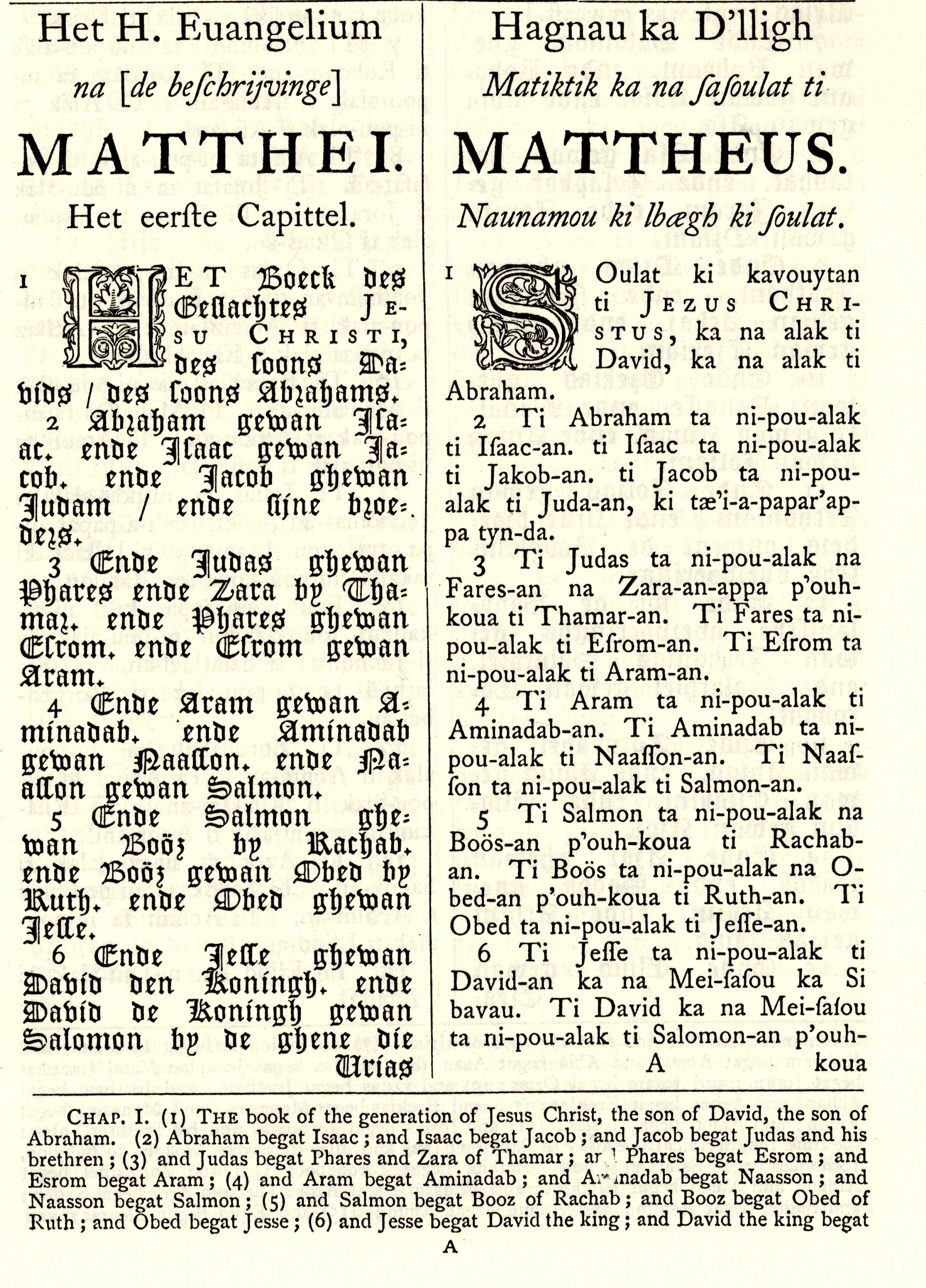
Фрагмент євангелія сіньганською та голландською

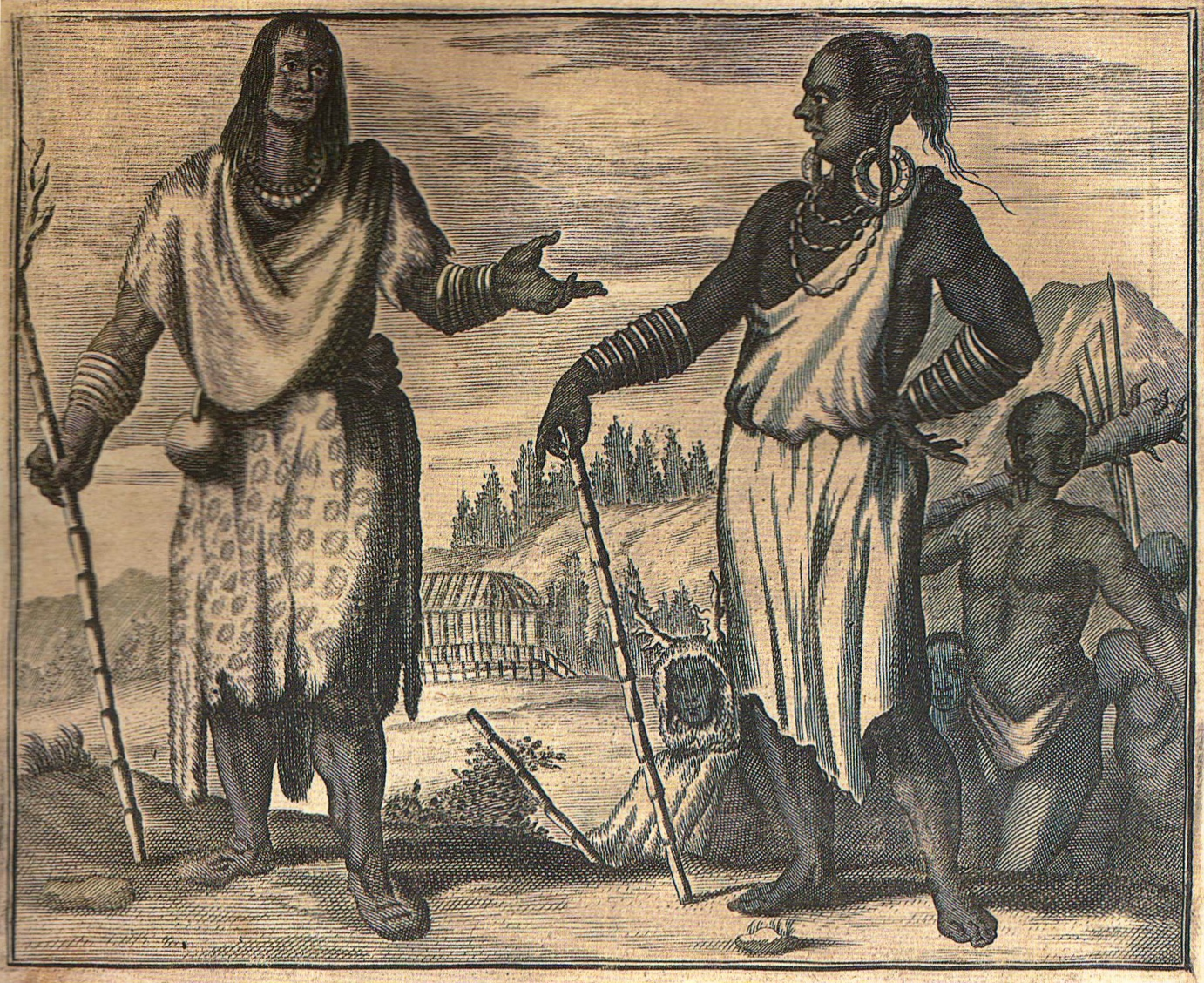
Голландська замальовка аборигена сірая (1670)

У південній частині острова навколо міста Тайнань на Тайвані поселилися голландці (1623—1662), а в північній — іспанці (1626—1642). Іспанці не залишили по собі істотних слідів на острові, а голландці встановили систему податків, відкрили школи і церкви в багатьох селах аборигенів.
Влаштувавшись навколо гавані в місті (Аньпін), голландці змогли встановити торговельні відносини з племенем сірая і селом Сакко. Скоро почалася війна між різними селами сірая — Синкаєм (Синьшен) проти Мадоу, у війну були втягнуті інші села. У 1629 році голландський загін, що вирушив у похід проти ханьських піратів, був знищений жителями Мадоу, і проти голландців повстали інші села. У 1635 році голландці прислали підкріплення з Джакарти і спалили село Мадоу. Це було найсильніше село, тому інші групи аборигенів відразу стали пропонувати голландцям мир, також і за межами земель сірая. Це об'єднало аборигенів і припинило війни між селами. Голландці в період миру будували школи і церкви, намагаючись навертати аборигенів у християнство. Голландці ввели писемність для аборигенів (Сіньганське письмо) мовою сірая.
Голландці організували заготівлю оленячих шкур, які постачали аборигени для китайських торговців, але з 1642 року потреба в шкурах різко зменшилася. Аборигени змушені були змінювати вид діяльності і займатися сільським господарством для самозабезпечення.
У цей час стали з'являтися групи китайських поселенців, які займали родючі землі. Ті китайці, які оселялися в селах сірая, призначалися голландцями для адміністративної діяльності та збору податків.
У 1662 році Коксінґа підняв повстання і вигнав голландців, створивши державу Дуннін. Ця держава почала будувати дороги, школи і піклуватися про добробут аборигенів. У школах вивчали класичні конфуціанські твори.

### Китайське заселення Тайваню
З 1683 Тайвань був приєднаний до імперії Цин. За 200 років цинського панування кількість населення острова різко зросла, однак культура аборигенів багато в чому втратилася, зокрема за рахунок змішаних шлюбів, діти яких визнавалися китайцями. Китайський уряд визнавав за аборигенами права на оленячі пасовища, однак процес витіснення аборигенів поступово набирав силу. Бунти і повстання відбувалися дуже часто — через кожні три-п'ять років.
Багато рівнинних аборигенів перемістилися в гірські райони, йдучи від китайців. У цей час китайські і європейські етнографічні експедиції досліджували гори і звичаї гірських аборигенів.

### Японське панування
Після японо-китайської війни 1894—1895 років, за умовами Сімоносекського мирного договору, Тайвань перейшов під управління японської адміністрації. Японське панування тривало аж до 1945 року. Японці почали вивчення племен аборигенів, яких вони називали «Такасаго» (японське прочитання китайського «гаошань»), були проведені наукові дослідження та класифікації. Іноді японцям доводилося долати шалений опір: для придушення племені тарокко їм довелося застосовувати гази і літаки. Але японці змогли встановити контроль над усім островом.
Під час Другої світової війни деякі села японці перетворили у військові табори, готуючи місцеве населення воювати в японській армії. З аборигенів були сформовані дві рейдові роти під командуванням японських офіцерів, які брали активну участь у боях на Тихому Океані, зокрема, у Новій Гвінеї і Філіппінах, а також під час рейду на американський аеродром Брауен. У ході цього рейду загін смертників — тайванців під найменуванням «група Каору» мав підірвати на аеродромі американські літаки; виконати завдання вдалося лише частково. В цілому, загони «Такасаго» під час боїв відзначилися високими бойовими якостями.

### Влада Гоміньдану
Уряд Гоміньдану, влаштувавшись на Тайвані, провела шкільну реформу для китаїзації аборигенів, які стали вивчати путунхуа і китайську історію. Культуру аборигенів придушували або ігнорували. Заохочувалися, як і в цинський час, змішані шлюби, іноді китайські солдати купували собі дружин з бідних сімей аборигенів, діти від змішаних шлюбів вважалися китайцями.
У школах вивчалася легенда про У Фена, що демонструє переваги китайської цивілізації.
Самосвідомість і самоототожнення аборигенів стало підійматися в міру розвитку демократії, з 70-х і особливо 80-х років. Наприкінці XX століття рух аборигенів отримав політичні форми, після чого були прийняті урядові заходи з ідентифікації аборигенів і збереження їх культурної спадщини.

### Офіційне визнання племен
У 1996 році була створена урядова організація «Рада з питань корінного населення». Одним з перших завдань ради було виявлення та реєстрація аборигенних племен. Для офіційного визнання племені було потрібно виконати певні формальні процедури. Племена, що пройшли офіційне визнання Ради, отримали певні права та пільги і закріпили офіційно свою національну ідентичність. До травня 2009 року офіційне визнання отримали 14 племен.
Для отримання офіційного визнання необхідно, зокрема, щоб у племені були генеалогічні дані, історія, велася регулярна громадська діяльність і підтримувалася власна мова. Оскільки за роки колоніального панування багато племен не вели документації, а власні мови забувалися і не підтримувалися, то для багатьох племен отримання офіційного визнання виявляється дуже важким завданням. Проте сучасне підвищення цікавості до етнографії та розвиток етно-туризму заохочують племена активно шукати свою культурну спадщину і відновлювати традиції.
Серед рівнинних аборигенів тільки кавалан і сакізая змогли отримати офіційне визнання, інші 12 офіційно визнаних племен — це гірські аборигени.
- Визнані племена: аміс, атаял, бунун, кавалан, пайвань, пуюма, рукай, сайсіят, ямі, тхао, цоу, труку, сакізая, седік.

- Невизнані: бабуза, басаї, хоаня, кетагалань, люїлян, пазех/ каксабу, попора, каукаут, сірая, таокас, тробівань.